# Kaarlo Angerkoski
Kaarlo Angerkoski (8 de abril de 1906-1 de octubre de 1939) fue un actor teatral y cinematográfico finlandés.

## Biografía

### Inicios
Su nombre completo era Kaarlo Voldemar Angerkoski, y nació en San Petersburgo, Rusia, siendo el segundo hijo de Karl Emil Angerkosken y Anna Katarina Nyströmin. Su hermana mayor era la cantante y actriz Aino Angerkoski (1898–1974). La familia Angerkoski se fue a vivir a Finlandia tras el inicio de la Revolución rusa en el año 1917. Más adelante, y con el consentimiento de su padre, Kaarlo abandonó sus estudios escolares, y en 1924 obtuvo una beca para ingresar en el Teatro de Víborg, aunque no llegó a interpretar papeles relevantes.

### Teatro
En el verano de 1926, Kaarlo Angerkoski pasó al Teatro de los Trabajadores de Víborg (Viipurin Työväen Teatteri), donde conoció a su futura esposa, Siiri Palmu. Entre otros papeles, Angerkoski fue Montano en Otelo, el clásico de Shakespeare, en el cual Siiri Palmu era la esposa de Yago. En 1927 y 1928 Angerkoski participó en una gira por Finlandia representando opereta. En Tampere impresionó al director teatral Eino Salmelainen, incorporándose gracias a ello al Teatro de Tampere, donde actuó entre 1928 y 1931. Allí participó en unas 40 obras teatrales, entre ellas la escrita por Yrjö Soini Syntipukin, estrenada el 3 de mayo de 1930, repitiendo su papel el 18 de noviembre del mismo año en el Teatro nacional de Finlandia.
En el período 1931–1932, Angerkoski trabajó en Turku al mismo tiempo que Siiri Palmu, aunque ambos en diferentes teatros. Uno de sus papeles en el Teatro de la ciudad de Turku (Turun Teatteri) fue el de Edmund en la pieza de William Shakespeare El rey Lear. En el Teatro de la ciudad de Helsinki (Helsingin kaupunginteatteri), donde actuó entre 1932 y 1933, tuvo papeles modestos. La crítica contemporánea acusó a los directores teatrales responsables de la elección de los actores de nepotismo, pues Fritz-Hugo Backman, hijo de la directora Mia Backman, obtenía personajes más relevantes. Finalmente, Kaarlo Angerkoski decidió su regreso al Teatro de Tampere.
Una vez casados, Siiri y Kaarlo Angerkoski actuaron en Helsinki en el Helsingin Kansanteatteri en 1934–1938. Su primera obra allí fue Rykmentin murheenkryyni, interpretando el mismo papel en la adaptación al cine de la pieza rodada en 1938. En el otoño de 1934 actuó en el drama de Elsa Soini Kivi jonka rakentajat hylkäsivät, y en la pieza escrita por Hella Wuolijoki Juurakon Hulda, Angerkoski fue el juez Soratie.

### Cine
Kaarlo Angerkoski debutó en el cine en 1929 con la película muda Juhla meren rannalla. En 1933 actuó junto a su esposa en Pikku myyjätär, siendo su actuación elogiada por la crítica. También recibió buenas críticas por su actuación en Ja alla oli tulinen järvi (1937). 
El actor ingresó en la productora Suomen Filmiteollisuus en el año 1938. Su carrera en SF fue corta pero exitosa. Trabajó en diferentes géneros, como comedias y farsas militares, y también en películas dramáticas. Sus dos últimas películas, SF-paraati y Serenaadi sotatorvella eli sotamies Paavosen tuurihousut, se estrenaron a título póstumo. 
Estaba previsto que Kaarlo Angerkoski actuara en la película de Ossi Elstelä Aatamin puvussa... ja vähän Eevankin, pero falleció durante el rodaje de la cinta, debiendo ser sustituido por Tauno Palo.

### Vida privada
Angerkoski y Siiri Palmun se comprometieron en la Navidad de 1932, y se casaron el 10 de septiembre de 1933. Actuaron juntos en el Teatro de Tampere en 1933–1934. Tuvieron una hija, Sirkka-Liisa, nacida el 6 de marzo de 1934. 
El fin de semana del 30 de septiembre al 1 de octubre de 1939, Kaarlo Angerkoski y su mujer se encontraban en el Teatro de la ciudad de Kotka para actuar en Jääkärin morsian. Durante la representación empezó a notar síntomas cardiacos, aunque quiso continuar el espectáculo. Camino a su residencia, se repitieron los síntomas, y finalmente falleció en brazos de su esposa.
La causa oficial de su muerte fue un infarto de miocardio. Angerkoski llevaba una vida muy estresada, fumando mucho y tomando grandes cantidades de café. Las películas se rodaban por las noches, y su falta de educación teatral se sustituía por su instinto interpretativo, lo cual incrementaba su tensión durante sus actuaciones. Fue enterrado en el Cementerio de Hietaniemi, en Helsinki, en la pared de la capilla (bloque 32, fila 3, tumba 16).

## Filmografía
- 1929 : Juhla meren rannalla
- 1932 : Kuisma ja Helinä
- 1933 : Pikku myyjätär
- 1933 : Ne 45000
- 1934 : Meidän poikamme ilmassa – me maassa
- 1936 : VMV 6
- 1936 : Seikkailu jalkamatkalla
- 1936 : Pohjalaisia
- 1937 : Nuorena nukkunut
- 1937 : Mies Marseillesta
- 1937 : Lapatossu
- 1937 : Kuriton sukupolvi
- 1937 : Ja alla oli tulinen järvi
- 1938 : Vieras mies tuli taloon
- 1938 : Tulitikkuja lainaamassa
- 1938 : Rykmentin murheenkryyni
- 1938 : Nummisuutarit
- 1939 : Eteenpäin – elämään
- 1939 : Helmikuun manifesti
- 1939 : Halveksittu
- 1939 : Jumalan tuomio
- 1939 : Takki ja liivit pois!
- 1939 : Lapatossu ja Vinski Olympia-kuumeessa
- 1939 : Serenaadi sotatorvella eli sotamies Paavosen tuurihousut
- 1940 : SF-paraati